# Барсов, Павел Петрович
Павел Петрович Барсов (24 июля (5 августа) 1819 — 5 (17) марта 1881) — субинспектор Московского университета (1864—1879), переводчик.

## Биография
Родился 24 июля (5 августа) 1819 года.
В 1844 году окончил юридический факультет Московского университета.
Его заслугой как переводчика являются переводы сказаний иностранцев о России:
- «Подробное описание путешествия голштинского посольства в Московию и Персию в 1633, 1636 и 1639 гг., составленное секретарем посольства Адамом Олеарием» (перевод с немецкого; в «Чтениях Московского общества истории и древностей российских» за 1868 г., кн. 1—4, и за 1870 г., кн. 2, и отдельно: М., 1870)[2].
- «Путешествие через Московию Корнилия де Бруина» (перевод с французского языка; в «Чтениях Московского общества истории и древностей российских» 1872 г., кн. 1—4, и отдельно: М., 1873);
- «Записки Вебера о Петре Великом и об его преобразованиях» (перевод с немецкого; в «Русском архиве», 1872 г., кн. 6—9);
- «Из последних дней русской Императрицы Елизаветы Петровны» (из донесения гр. Мерси-Аржанто). (перевод с французского языка; М., 1877).

Кроме этого, Барсов перевёл статью Гиппо «О воспитании женщин и освобожденных негров в Америке» (в «Московских университетских известиях», 1870), и Геттнера «Историю всеобщей литературы XVIII в. Т. III. Немецкая литература. Кн. III. Классический век немецкой литературы» (М., 1875).
Умер 5 (17) марта 1881 года. Похоронен на Пятницком кладбище. Тут же похоронены его брат Константин Петрович (1821—1888) и жена Юлия Николаевна (ум. 4 (16) августа 1892).
Его племянница, Анна Константиновна Барсова, в 1879 году стала женой Сергея Сергеевича Корсакова.